# Єгорова Богдана Вікторівна
Богда́на Ві́кторівна Єго́рова (Луканю́к) (англ. Bohdana Yehorova, есп. Bohdana Jehorova; нар. 2 червня 1992, с. Хімчин, Косівський район, Івано-Франківська область) — українська письменниця, поетеса, художниця, фотографиня.

## Життєпис
Богдана Вікторівна Єгорова (Луканюк) народилася в селі Хімчин Косівського району Івано-Франківської області. Навчалася у Хімчинській загальноосвітній школі Косівського району Івано-Франківської області та Лебедівській загальноосвітній школі Вишгородського району Київської області
Закінчила Коломийський інститут Прикарпатського національного університету імені Василя Стефаника, здобувши спеціальність «Українська філологія».
Проживає на Київщині.

## Творчість
Під час навчання у Хімчинській загальноосвітній школі відвідувала літературну студію «Оберіг» під орудою Валентини Розвадовської. Увійшла до літературної збірки «Поетична творчість хімчинців».
Брала активну участь у зльотах творчої молоді, які відбувалися в Косові, де неодноразово ставала переможцем та лавреатом творчих, зокрема літературних конкурсів. У старших класах захищала свої роботи в секції літературної творчості МАН України. Проявила себе також як талановита художниця, проілюструвавши одну із робіт «Моя душа в дитинство лине» малюнками до дитячих віршів. 
У 2016 році стала лавреаткою конкурсу авторських віршів «Моя мрія — моє майбутнє» у рамках IV Міжнародного музичного фестивалю «O-Fest-2016».
Публікувалася в таких українських виданнях, як «Дзвін», «Склянка Часу-Zeitglas», «Скіфія-2021-Весна», «Скіфія-2021-Осінь», «Гуцулятко», «Ангеляткова наука»,«Косівський передзвін» «Гуцульський край», «Гарний настрій», «Колобочок», «Коли ти зі мною», «Антологія сучасної новелістики та лірики України» та в колективних збірках.
Прозові та поетичні твори Богдани Єгорової перекладалися Петром Паливодою німецькою мовою (публікувалися в часописі «Склянка Часу-Zeitglas», вірші та проза перекладалися ним же на мову есперанто (публікувалися в Китаї («Penseo»), Туреччині («Turka Stelo», Кореї («TERanidO»), Бразилії («La Lampiro»), Чехії («Esperanta Ligilo») (шрифтом Брайля), Швейцарії («Literatura Foiro»), вірші та проза перекладалися корейською (перекладач Джанг Джонг-Йоль (Омбро) (Jang Jeong-Yeol (Ombro), публікувалися в Кореї («TERanidO»). 
Пісню на її слова, перекладену мовою есперанто, виконує німецький співак угорського походження Фері Флоро (Feri Floro).
Вірш Богдани Єгорової ввійшов до збірки найкращих творів міжнародного літературного конкурсу «Коли ти зі мною»—2021, присвяченого Дмитру Луценку.
Переможниця (разом з Петром Паливодою) Всеукраїнського літературного конкурсу «Mein Erinnerunggsort» («Місце моєї пам'яті») німецько-українського центру культури та освіти «Nürnberger Haus» у 2021 р. (спеціальний приз).
Авторка книги поезій — «Пошук» (Хмельницький: Видавець Стасюк Л. С., 2021).
Учасниця проєкту "Аудіоказки українською".